# Яек, Альфред
А́льфред Яек (нем. Alfred Jaeck; 2 августа 1911, Альшвиль, Базель-Ланд — 28 августа 1953) — швейцарский футболист, играл на позиции нападающего. Участник чемпионата мира 1934 года.

## Биография

### Клубная карьера
В течение одного сезона Яек играл за «Базель», сыграл 23 матча и забил 3 гола. Затем он перешёл в «Серветт», в котором отыграл один сезон. Вернувшись в «Базель», играл за «красно-синих» в течение четырёх сезонов и в 1933 году выиграл Кубок Швейцарии.
Затем он играл во Франции за «Олимпик Лилль» и «Мюлуз». В 1939 году вернулся в «Базель», за который отыграл два сезона. Всего во всех официальных матчах сыграл за «красно-синих» 170 матчей и забил 73 гола. Завершил карьеру в клубе «Ла-Шо-де-Фон», за который сыграл 9 матчей и забил 1 гол.

### Карьера в сборной
Дебютировал за сборную Швейцарии 29 ноября 1931 года в товарищеском матче со сборной Австрии — Швейцария проиграла 1:8. Входил в состав сборной Швейцарии на чемпионате мира 1934 года, где сыграл в 1/4 финальном матче, в котором Швейцария проиграла сборной Чехословакии со счётом 2:3 и выбыла из турнира. Всего за сборную Швейцарии сыграл 28 матчей и забил 2 гола.

### Смерть
Скончался 28 августа 1953 года в возрасте 42 лет от травм, полученных в ДТП.

## Достижения
«Базель»
- Обладатель Кубка Швейцарии (1): 1932/33